# 地球局
地球局（ちきゅうきょく）は、無線局の種別の一つである。

## 定義
総務省令電波法施行規則第4条第1項第20号の2に「宇宙局と通信を行ない、又は受動衛星その他の宇宙にある物体を利用して通信（宇宙局とのものを除く。）を行なうため、地表又は地球の大気圏の主要部分に開設する無線局」と定義している。
関連する種別の定義として、第4条第1項に
- 第20号の3に海岸地球局を「法第63条に規定する海岸地球局」

「法」は「電波法」の略
- 電波法第63条では海岸地球局を「陸上に開設する無線局であつて、人工衛星局の中継により船舶地球局と無線通信を行うもの」

- 第20号の4に航空地球局を「法第70条の3第2項に規定する航空地球局」 
  - 電波法第70条の3第2項では航空地球局を「陸上に開設する無線局であつて、人工衛星局の中継により航空機地球局と無線通信を行うもの」
- 第20号の5に携帯基地地球局を「人工衛星局の中継により携帯移動地球局と通信を行うため陸上に開設する無線局」
- 第20号の6に船舶地球局を「法第6条第1項第4号に規定する船舶地球局」 
  - 電波第6条第1項第4号では「船舶に開設する無線局であつて、人工衛星局の中継によつてのみ無線通信を行うもの」
- 第20号の7 に航空機地球局を「法第6条第1項第4号に規定する航空機地球局」 
  - 電波第6条第1項第4号では「航空機に開設する無線局であつて、人工衛星局の中継によつてのみ無線通信を行うもの（実験等無線局及びアマチュア無線局を除く。）」
- 第20号の8に「携帯移動地球局を「自動車その他陸上を移動するものに開設し、又は陸上、海上若しくは上空の一若しくは二以上にわたり携帯して使用するために開設する無線局であつて、人工衛星局の中継により無線通信を行うもの（船舶地球局及び航空機地球局を除く。）」

とある。 
引用の送り仮名、促音の表記は原文ママ
また、
- 「VSAT地球局」を電波法施行規則第15条の2第3項に「電気通信業務を行うことを目的とする地球局（設備規則第54条の3第1項又は第2項において無線設備の条件が定められている地球局に限る。）と、無線局免許手続規則第15条の2の2第2項に「設備規則第54条の3第1項若しくは第2項においてその無線設備の条件が定められている地球局」とも定義している。

「設備規則」は「無線設備規則」の略
- 「VSAT制御地球局」を無線局免許手続規則第15条の2の2第2項に「VSAT地球局の送信の制御を行う他の一の地球局」

無線局の種別に対応する業務としては、電波法施行規則第4条第2項に宇宙無線通信の業務のうち、次の各号に掲げる業務を
- 第1号に海上移動衛星業務を「船舶地球局と海岸地球局との間又は船舶地球局相互間の衛星通信の業務」
- 第2号に航空移動衛星業務を「航空機地球局と航空地球局との間又は航空機地球局相互間の衛星通信の業務」
- 第3号に携帯移動衛星業務を「携帯移動地球局と携帯基地地球局との間又は携帯移動地球局相互間の衛星通信の業務」

と定義している。 

### 構成
定義を敷衍してみるとおり、地球局の中には船舶地球局、海岸地球局、航空機地球局、航空地球局、携帯移動地球局および携帯基地地球局の六つの種別があり、無線局免許状の種別としては七種類に分類される。
また、VSAT地球局とVSAT制御地球局も事実上の種別であり、局種別無線局数の統計においては九種類に細別される。
対応する業務については宇宙無線通信の業務の中に、海上移動衛星業務、航空移動衛星業務および携帯移動衛星業務がある。
すなわち、事実上、宇宙無線通信の業務は四種類に細別される。
この無線局の種別と業務の関係は下図のようになる。
```
　　　（種別）　　　（業務）
地球局━━━━━━━━━━宇宙無線通信の業務
┃　┃　　　　　　　　　　　　　　　　　　┃
┃　┣ＶＳＡＴ地球局　　　　　　　　　　　┃
┃　┃　　　　　　　　　　　　　　　　　　┃
┃　┗ＶＳＡＴ制御地球局　　　　　　　　　┃
┃　　　　　　　　　　　　　　　　　　　　┃
┃　　　　　　　　　　　　　　　　　　　　┃
┃┏船舶地球局━━┓　　　　　　　　　　　┃
┣┫　　　　　　　┣━━━海上移動衛星業務┫
┃┗海岸地球局━━┛　　　　　　　　　　　┃
┃　　　　　　　　　　　　　　　　　　　　┃
┃┏航空機地球局━┓　　　　　　　　　　　┃
┣┫　　　　　　　┣━━━航空移動衛星業務┫
┃┗航空地球局━━┛　　　　　　　　　　　┃
┃　　　　　　　　　　　　　　　　　　　　┃
┃┏携帯移動地球局┓　　　　　　　　　　　┃
┗┫　　　　　　　┣━━━携帯移動衛星業務┛
　┗携帯基地地球局┛

```

## 概要
宇宙局（人工衛星局も含む。）と通信を行う無線局であり、この通信とは他の地球局と通信を行う為のものばかりでなく、人工衛星などの制御の為のものも含まれる。
単に陸上、海上や大気圏内の上空にある無線局ではなく、広義にはその内の宇宙無線通信の業務に携わる無線局全般を、狭義には宇宙無線通信の業務の内、海上移動衛星業務、航空移動衛星業務または携帯移動衛星業務以外に携わる陸上の固定した無線局またはもっぱら陸上のみを移動する無線局をいう。

## 実際
この節では、地球局として免許される無線局（VSAT地球局およびVSAT制御地球局が含まれる。）について述べる。
VSAT制御地球局はいわゆるHUB局のことである。
VSAT地球局の代表例はSNGにおける中継車がある。
MCA無線における指令局と移動局に相当する。
VSAT以外の地球局は、陸上移動業務における基地局と陸上移動局に相当する。
基地局に相当するのが、いわゆる地上局のことであり、地上の通信網との接続のための設備も併設されている。
例としては、KDDI山口衛星通信センターやスカパーJSAT横浜衛星管制センターがある。
また、これらを補助する管制所や副管制局なども含まれる。

### 免許
外国籍の者に免許は原則として与えられないことは電波法第5条第1項に定められているが、第2項に例外が列挙され
- 第8号　電気通信業務を行うことを目的として開設する無線局

があり、外国人や外国の会社・団体でも地球局を開設できる。
種別コードはTC、但し、VSAT地球局はTS、VSAT制御地球局はTT。
有効期間は免許の日から5年。
但し、包括免許以外は当初に限り有効期限は4年をこえて5年以内の11月30日

となる。
用途
局数の推移に見るとおり、地球局は電気通信業務用が多数を占める。
また、VSAT地球局とVSAT制御地球局は電気通信業務用のみである。
局数
電気通信業務用VSAT地球局は特定無線局として包括免許される。
特定無線局の無線局免許状に記載される指定局数とは開設可能な局数の上限である。
すなわちすべてが稼動しているとは限らない。

#### 旧技術基準の機器の使用
無線設備規則のスプリアス発射等の強度の許容値に関する技術基準改正

により、旧技術基準に基づく無線設備が免許されるのは「平成29年11月30日」まで
、
使用は「平成34年11月30日」まで

とされた。
対象となるのは、
- 「平成17年11月30日」[5]までに製造された機器または認証された適合表示無線設備
- 経過措置として、旧技術基準により「平成19年11月30日」までに製造された機器[6]または認証された適合表示無線設備[7]

である。
新規免許は「平成29年12月1日」以降はできないが、使用期限はコロナ禍により「当分の間」延期された。
詳細は無線局#旧技術基準の機器の使用を参照。

### 運用
無線局運用規則第9章 宇宙無線通信の業務の無線局の運用による。
第9章に規定されることは「混信の防止」である。
この節にいう地球局に関連するものは、第262条にある静止衛星の人工衛星局についての規定であり、静止衛星を制御する地球局は第262条の規定を満たすように運用しなければならない。

### 操作
この節にいう地球局は、政令電波法施行令第3条第2項第6号に規定する陸上の無線局であり、陸上系の無線従事者による管理（常駐するという意味ではない。）を要するのが原則である。
例外を規定する電波法施行規則第33条の無線従事者を要しない「簡易な操作」から地球局に係わるものを抜粋する。
- 第2号　特定無線局の無線設備の通信操作及び当該無線設備の外部の転換装置で電波の質に影響を及ぼさないものの技術操作
  - 包括免許された地球局が該当する。
- 第4号(1)　特定無線局以外の陸上に開設した無線局でかつ海岸局、航空局、船上通信局、無線航行局、海岸地球局又は航空地球局以外の無線設備の通信操作
  - 地球局も該当する。
- 第7号　特定無線局以外の無線設備の外部の転換装置で電波の質に影響を及ぼさないものの技術操作で他の無線局の無線従事者に管理されるもの
  - (5)　VSAT地球局
- 第8号　その他に別に告示するものに基づく告示[10]に定める次のもの
  - 第3項第5号　プレストーク方式による無線電話の送受切替装置の技術操作

無線従事者の要不要および能力については次のようになる。
- 上記の第2号、第4号(1)および第7号(5)によりVSAT地球局は不要
- VSAT制御地球局のように電波の質に影響を及ぼさないものの技術操作であれば、第二級陸上特殊無線技士以上
- 上記以外のものでは、「公共事業用」や「電気通信業務用」など「放送事業用」以外は第一級陸上特殊無線技士以上
- 放送事業用は第二級陸上無線技術士以上

### 検査
- 落成検査は、包括免許されるVSAT地球局は行われない。それ以外は一部を除き登録検査等事業者等による点検が可能で、この結果に基づき一部省略される。
  - 点検不可であるものは国が開設するものに限られる。用途が「公共事業用」であるものと考えてよい。
- 定期検査は、電波法施行規則第41条の2の6第16号によりVSAT地球局以外について行われる。周期は及び別表第5号第19号により、

(1) 人工衛星の位置の維持及び姿勢の保持その他その機能の維持を行うことを目的として開設するものは、1年
(2) 衛星基幹放送局、衛星基幹放送試験局又は基幹放送を行う実用化試験局であつて人工衛星に開設するものを通信の相手方とするもの（移動するものを除く。）は、1年
(3) (1)及び(2)に該当しないものは、5年
引用の送り仮名、促音の表記は原文ママ
一部を除き、一般放送用（用途は「電気通信業務用」）及び衛星基幹放送用（用途は「放送事業用」）が登録検査等事業者等による点検が可能、それ以外（用途は「電気通信業務用」）は登録検査等事業者等による検査が可能であり、この結果に基づき一部または全部省略される。
- 変更検査は、落成検査と同様である。

## 沿革
1961年（昭和36年）- 電波法施行規則に「地球の表面上にあるか又は地球の表面上の地点の間の飛行に限られた物体上にである無線局であつて、地球宇宙間の無線通信業務を行なうもの」と定義
1965年（昭和40年）- 定義が「宇宙局と通信を行ない、又は宇宙にある物体の電波の反射（電離層又は地球の大気圏内におけるものを除く。）を行なうため、地球の表面上（船舶及び航空機を含む。）に開設する無線局」と改正
引用の送り仮名、促音の表記は原文ママ
1989年（平成元年）
- VSAT地球局およびVSAT制御地球局が定義、VSAT地球局は無線局免許証票を備え付けることに[13]
- VSAT地球局は無線業務日誌の備付けが不要に[14]
- 海岸地球局、船舶地球局、航空地球局、航空機地球局、海上移動衛星業務、航空移動衛星業務が定義[15]
  - 海岸地球局と船舶地球局の用途は電気通信業務のみに限定されていた。

1992年（平成4年）- 陸上移動地球局、基地地球局、陸上移動衛星業務が定義
1993年（平成5年）
- 電波利用料制度化、電波法別表第6第4項の「人工衛星局の中継により無線通信を行う無線局」が適用
- 毎年一定の告示[17]で定める日が免許の有効期限に[18]
  - 以後、免許の有効期限は免許の日から4年を超えて5年以内の11月30日までとなる。

1994年（平成6年）　
- 陸上を移動する地球局で停止中にのみ運用を行うものは無線局免許証票を備え付けることに[19]
- 電気通信事業用VSAT地球局の無線局免許証票の備付けは廃止[20]

1995年（平成7年）- 陸上移動地球局、基地地球局、陸上移動衛星業務が携帯移動地球局、携帯基地地球局、携帯移動衛星業務に
1998年（平成10年）- 外国籍の者が電気通信事業用の地球局を開設できることに
1999年（平成11年）- 電気通信業務用VSAT地球局は包括免許できることに
- 特定無線局は免許の有効期間が免許の日から5年間、無線局免許証票の備付けを要しない。

2004年（平成16年）- 電気通信業務用航空機地球局は包括免許できることに
2017年（平成29年）- 海岸地球局と船舶地球局の定義が現行のものに
- 従前の定義では、用途が電気通信業務に限定されていたが、この限定がなくなった。

2018年（平成30年）- 陸上を移動する地球局であって停止中にのみ運用するものの無線局免許証票の備付けは廃止、無線局免許状は常置場所に備え付けねばならないことに
2022年（令和4年）- 外国籍の者が船舶地球局と航空機地球局を開設できることに
| 年度                                                                    | 総数  | 電気通信業務用 | 出典                 | 出典                           |
| ----------------------------------------------------------------------- | ----- | -------------- | -------------------- | ------------------------------ |
| 平成11年度末                                                            | 2,175 | 1,721          | 地域・局種別無線局数 | 平成11年度第4四半期末          |
| 平成12年度末                                                            | 2,128 | 1,718          | 地域・局種別無線局数 | 平成12年度第4四半期末          |
| 平成13年度末                                                            | 2,127 | 1,713          | 用途別無線局数       | H13 用途・業務・免許人・局種別 |
| 平成14年度末                                                            | 2,113 | 1,704          | 用途別無線局数       | H14 用途・局種別無線局数       |
| 平成15年度末                                                            | 2,114 | 1,694          | 用途別無線局数       | H15 用途・局種別無線局数       |
| 平成16年度末                                                            | 2,082 | 1,676          | 用途別無線局数       | H16 用途・局種別無線局数       |
| 平成17年度末                                                            | 1,831 | 1,426          | 用途別無線局数       | H17 用途・局種別無線局数       |
| 平成18年度末                                                            | 1,840 | 1,431          | 用途別無線局数       | H18 用途・局種別無線局数       |
| 平成19年度末                                                            | 1,785 | 1,378          | 用途別無線局数       | H19 用途・局種別無線局数       |
| 平成20年度末                                                            | 1,750 | 1,346          | 用途別無線局数       | H20 用途・局種別無線局数       |
| 平成21年度末                                                            | 1,690 | 1,287          | 用途別無線局数       | H21 用途・局種別無線局数       |
| 平成22年度末                                                            | 1,663 | 1,263          | 用途別無線局数       | H22 用途・局種別無線局数       |
| 平成23年度末                                                            | 1,715 | 1,199          | 用途別無線局数       | H23 用途・局種別無線局数       |
| 平成24年度末                                                            | 1,736 | 1,216          | 用途別無線局数       | H24 用途・局種別無線局数       |
| 平成25年度末                                                            | 1,645 | 1,134          | 用途別無線局数       | H25 用途・局種別無線局数       |
| 平成26年度末                                                            | 1,695 | 1,172          | 用途別無線局数       | H26 用途・局種別無線局数       |
| 平成27年度末                                                            | 1,686 | 1,166          | 用途別無線局数       | H27 用途・局種別無線局数       |
| 平成28年度末                                                            | 1,668 | 1,141          | 用途別無線局数       | H28 用途・局種別無線局数       |
| 平成29年度末                                                            | 1,699 | 1,168          | 用途別無線局数       | H29 用途・局種別無線局数       |
| 平成30年度末                                                            | 1,678 | 1,134          | 用途別無線局数       | H30 用途・局種別無線局数       |
| 令和元年度末                                                            | 1,688 | 1,137          | 用途別無線局数       | R01 用途・局種別無線局数       |
| 令和2年度末                                                             | 1,627 | 1,081          | 用途別無線局数       | R02 用途・局種別無線局数       |
| 令和3年度末                                                             | 1,633 | 1,087          | 用途別無線局数       | R03 用途・局種別無線局数       |
| 令和4年度末                                                             | 1,570 | 1,081          | 用途別無線局数       | R04 用途・局種別無線局数       |
| 令和5年度末                                                             | 1,372 | 890            | 用途別無線局数       | R05 用途・局種別無線局数       |
| 注 地球局として免許された無線局でVSAT地球局およびVSAT制御地球局を除く。 |       |                |                      |                                |

| 年度         | VSAT制御地球局 | VSAT地球局 | 出典                 | 出典                           |
| ------------ | -------------- | ---------- | -------------------- | ------------------------------ |
| 平成11年度末 | 36             | 8,588      | 地域・局種別無線局数 | 平成11年度第4四半期末          |
| 平成12年度末 | 43             | 8,874      | 地域・局種別無線局数 | 平成12年度第4四半期末          |
| 平成13年度末 | 44             | 9,045      | 用途別無線局数       | H13 用途・業務・免許人・局種別 |
| 平成14年度末 | 39             | 9,132      | 用途別無線局数       | H14 用途・局種別無線局数       |
| 平成15年度末 | 39             | 8,102      | 用途別無線局数       | H15 用途・局種別無線局数       |
| 平成16年度末 | 33             | 7,557      | 用途別無線局数       | H16 用途・局種別無線局数       |
| 平成17年度末 | 37             | 7,493      | 用途別無線局数       | H17 用途・局種別無線局数       |
| 平成18年度末 | 41             | 7,613      | 用途別無線局数       | H18 用途・局種別無線局数       |
| 平成19年度末 | 41             | 7,691      | 用途別無線局数       | H19 用途・局種別無線局数       |
| 平成20年度末 | 44             | 7,429      | 用途別無線局数       | H20 用途・局種別無線局数       |
| 平成21年度末 | 46             | 7,458      | 用途別無線局数       | H21 用途・局種別無線局数       |
| 平成22年度末 | 43             | 8,644      | 用途別無線局数       | H22 用途・局種別無線局数       |
| 平成23年度末 | 43             | 10,750     | 用途別無線局数       | H23 用途・局種別無線局数       |
| 平成24年度末 | 45             | 11,500     | 用途別無線局数       | H24 用途・局種別無線局数       |
| 平成25年度末 | 43             | 11,139     | 用途別無線局数       | H25 用途・局種別無線局数       |
| 平成26年度末 | 46             | 11,791     | 用途別無線局数       | H26 用途・局種別無線局数       |
| 平成27年度末 | 46             | 11,605     | 用途別無線局数       | H27 用途・局種別無線局数       |
| 平成28年度末 | 41             | 11,368     | 用途別無線局数       | H28 用途・局種別無線局数       |
| 平成29年度末 | 43             | 10,682     | 用途別無線局数       | H29 用途・局種別無線局数       |
| 平成30年度末 | 47             | 10,398     | 用途別無線局数       | H30 用途・局種別無線局数       |
| 令和元年度末 | 54             | 11,070     | 用途別無線局数       | R01 用途・局種別無線局数       |
| 令和2年度末  | 55             | 11,425     | 用途別無線局数       | R02 用途・局種別無線局数       |
| 令和3年度末  | 55             | 13,387     | 用途別無線局数       | R03 用途・局種別無線局数       |
| 令和4年度末  | 56             | 17,804     | 用途別無線局数       | R04 用途・局種別無線局数       |
| 令和5年度末  | 55             | 27,705     | 用途別無線局数       | R05 用途・局種別無線局数       |